# ألبيرتو ميدينا
ألبيرتو ميدينا بريسينو (بالإسبانية: Alberto Medina Briseño) (مواليد 29 مايو 1983 في كولياكان) لاعب كرة قدم مكسيكي يلعب حاليا في نادي غوادالاخارا المكسيكي. .

## روابط خارجية
- ألبيرتو ميدينا على موقع الاتحاد الدولي (مؤرشف)  (الإنجليزية)
- ألبيرتو ميدينا على موقع قاعدة بيانات كرة القدم.إي يو (الإنجليزية)
- ألبيرتو ميدينا على موقع ناشيونال فوتبول تيمز (الإنجليزية)
- ألبيرتو ميدينا على موقع Soccerway.com (الإنجليزية)
- ألبيرتو ميدينا على موقع عالم كرة القدم.نت (الإنجليزية)
- ألبيرتو ميدينا على موقع كووورة
- ألبيرتو ميدينا على موقع أوليمبيديا (الإنجليزية)